# Елізабетт Гноун
Елізабетт Гно́ун (італ. Elisabetta Gnone; нар. 13 квітня 1965, Генуя, Італія) — авторка італійського журналу коміксів W.I.T.C.H (квітень 2001). У 2004 році вийшов також анімаційний телесеріал з тією ж назвою («W. I. T. C. H.»).

## Життєпис
Народилася в Генуї, Італія. Журналіст з 1992 року. З початку 1990-х років активно співпрацює з компанією «Дісней». Вона також написала трилогію для дітей «Дуб Феї» (англ. «Fairy Oak»).

## Список творів
- «Il segreto delle gemelle» (2005)
- «L'incanto del buio» (2006)
- «Il potere della luce» (2007)
- «Capitan Grisam e l'AMORE» (2008)
- «Gli incantevoli giorni di Shirley» (2009)